# Molino de la Vila
El molino de la Vila o del Martinet (en valenciano Molí de la Vila o del Martinet) es un antiguo molino hidráulico ubicado en Paterna (Valencia, España). Se encuentra en las cercanías del casco urbano, en una zona denominada Els Molins. El primero de sus nombres, de la Vila (‘de la villa’) lo debe al hecho de que perteneció al municipio de Paterna hasta 1859. El segundo, del Martinet, se debe a un martinete para batir cobre que se instaló en el edificio. Está incoado como bien de relevancia local.

## Historia
El origen del molino se remonta a la época medieval. Ya en 1411 los Jurados de Valencia solicitaron al Consell de Paterna que los panaderos de la capital pudieran moler su trigo en el «molí de Paterna», que se trataba probablemente del Molino de la Vila, pues era de propiedad municipal. Entre los siglos xvi y xviii se tiene constancia de su uso como molino harinero, con tres muelas en funcionamiento, perteneciendo al municipio de Paterna hasta 1859. Más tarde se arrendó y finalmente se subastó y vendió. Los nuevos compradores, la familia Vila, lo transformaron en fábrica de harina, que estuvo en funcionamiento hasta finales de la década de 1970. Actualmente se halla en estado de abandono, pero mantiene las últimas instalaciones.

## Descripción
El conjunto del molino está conformado por una serie de edificaciones de diversas alturas que, cercadas por un tapial posterior, constituye un conjunto cerrado que incluye patios, silos, chimenea y demás dependencias. La fachada principal presenta dos cuerpos que se levantan a diferente altura, dando una impresión torreada. Es sobre un edificio lateral que se han colocado los signos de decoración y representación de la empresa: el conjunto se remata con un arco de triunfo adintelado que presenta columnas toscanas de soporte central y que lleva colocado en el frontón la inscripción «fábrica de / el martinet / harinas».
Junto a esta edificación se levanta la chimenea industrial de ladrillo visto de forma entorchada en cuyo remate se han colocado a modo de decoración una especie de arquillos ciegos en tracería, realizados en el mismo material. El recinto de fabril se compone por otras edificaciones de una planta, con la parte trasera vallada por un tapial de mampostería.